# Simon Wells
Simon Joseph Wells (ur. 1961 w Cambridge) – brytyjski reżyser i scenarzysta, prawnuk sławnego pisarza Herberta George’a Wellsa.

## Życiorys
Uczęszczał do The Perse School i na Uniwersytet De Montfort, gdzie studiował projektowanie audiowizualne. Po ukończeniu studiów znalazł pracę w studiu Richarda Williamsa, gdzie animował reklamy i inne projekty. Później Wells nadzorował animację Kto wrobił królika Rogera? (Who Framed Roger Rabbit, 1988).
Po zamknięciu Richard Williams Studio Wells został członkiem Amblimation, studia należącego do Stevena Spielberga, gdzie pełnił funkcję reżysera filmów takich jak Amerykańska opowieść. Feiwel rusza na Zachód (An American Tail: Fievel Goes West, 1991), Opowieść o dinozaurach (We're Back! A Dinosaur's Story, 1993) i Balto (1995). 

## Filmografia
| Rok  | Tytuł                                                                             | Reżyser | Scenarzysta |
| ---- | --------------------------------------------------------------------------------- | ------- | ----------- |
| 1991 | Amerykańska opowieść. Feiwel rusza na Zachód (An American Tail: Fievel Goes West) | T       |             |
| 1993 | Opowieść o dinozaurach (We're Back! A Dinosaur's Story)                           | T       |             |
| 1995 | Balto (Balto)                                                                     | T       |             |
| 1998 | Książę Egiptu (The Prince of Egypt)                                               | T       |             |
| 2002 | Wehikuł czasu (The Time Machine)                                                  | T       |             |
| 2011 | Matki w mackach Marsa (Mars Needs Moms!)                                          | T       | T           |